# Van Gogh il suicidato della società
Van Gogh il suicidato della società è una delle ultime opere di Antonin Artaud, scrittore, poeta e pittore francese del Novecento.
Il saggio fu pubblicato la prima volta nel dicembre 1947 dalle edizioni K. Illustrato da sette riproduzioni di quadri di van Gogh, vinse il premio Saint-Beuve il 16 gennaio 1948.

## Composizione e datazione dell'opera

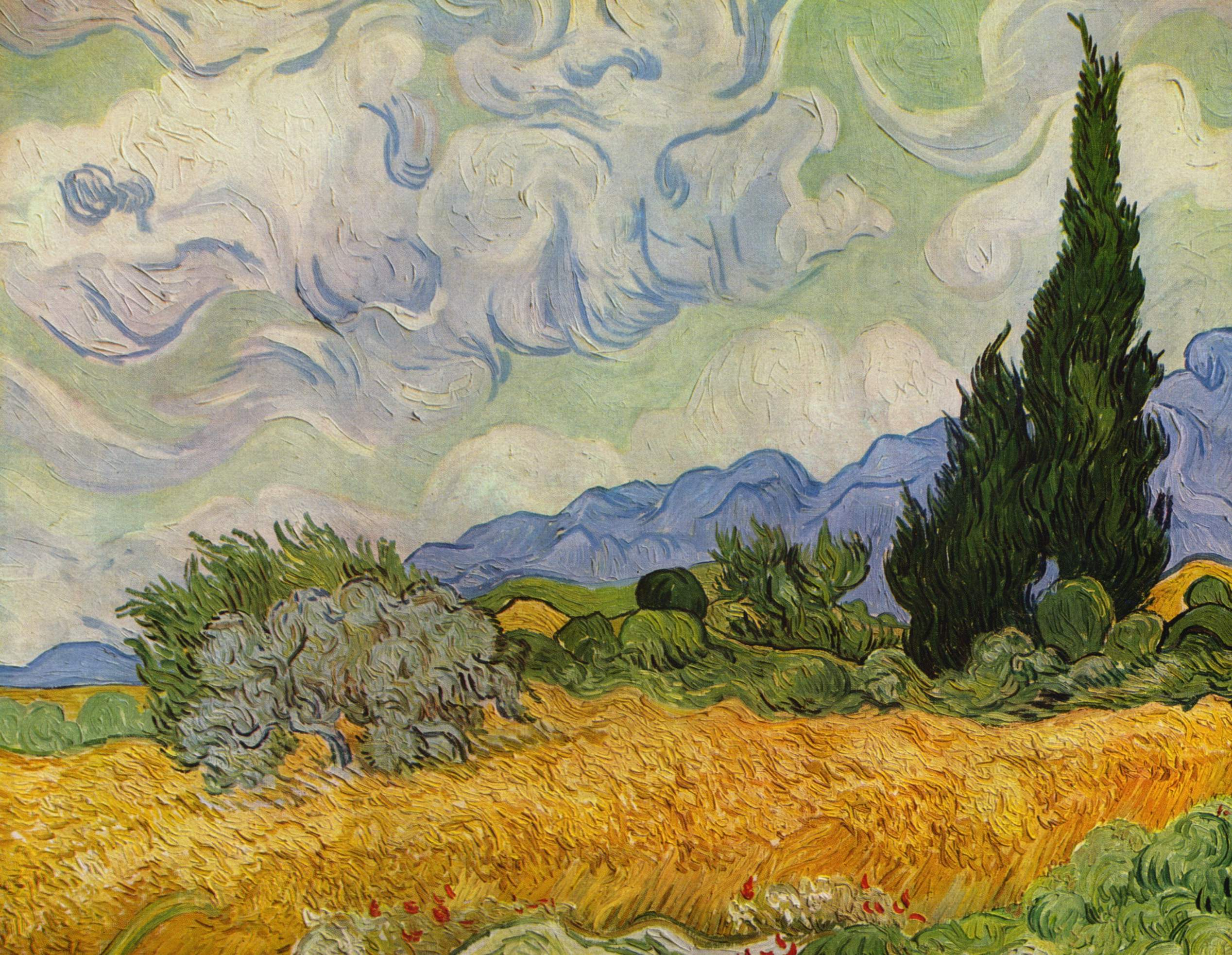
Campo di grano con cipressi, Vincent Van Gogh, 1889. Londra, National Gallery.

L'idea di un saggio su van Gogh nacque sotto consiglio dell'amico Pierre Loeb che, ancora prima dell'apertura della mostra parigina del pittore, tenutasi da gennaio a marzo del 1947 al Musée de l'Orangerie di Parigi aveva indotto Artaud, reduce dagli ultimi anni di internamento trascorsi a Ivry, a scrivere su van Gogh. L'articolo Sa Follie? di François-Joachim Beer, pubblicato il 31 gennaio sulla rivista settimanale Arts, contribuì a suscitare il desiderio di scrivere nell'autore: l'articolo riportava il parere psichiatrico del dottore su van Gogh, considerato "squilibrato con eccitazioni violente e maniacali", "dromomane", distinto dagli squilibrati privi di genio, ma privo di ponderazione mentale. In continuità tematica con le Lettere di Rodez, scritte da Artaud nel 1945 mentre era ancora in internamento presso il dottor Ferdière, in cui criticava aspramente il sistema psichiatrico, il suicidato della società fu scritto di getto, con l'intento di denuncia nel confronti della società e dei suoi "sistemi difensivi", oltre che per riscattare la figura e l'arte del pittore Vincent van Gogh.
Il saggio, nell'edizione più recente, curata da Paule Thévenin, si articola in cinque sezioni: Introduzione, Post-Scriptum, Il suicidato della società, Post-Scriptum, Post-Scriptum. La ragione di tale frammentarietà e ripetitività dei titoli delle sezioni risiede nelle date di stesura delle singole parti: Artaud era infatti solito dettare i propri appunti, che poi rileggeva e ricorreggeva modificando il manoscritto o aggiungendo parti nuove a completare l'organico dell'opera. La parte centrale è quella dettata nel tempo più breve, in maniera più fluida, fra l'8 e il 15 febbraio 1947. Il resto dell'opera si sviluppa a ridosso di questa sezione o sulla base di appunti presi in precedenza. La prima pubblicazione è fatta risalire al dicembre del 1947. Una leggenda afferma che questo saggio sia stato scritto in due pomeriggi. Origine di questa diceria è un articolo di Pierre Loeb nel quale riferiva la genesi dell'opera come se fosse scaturita da "esaltazione estrema" e conclusa in due pomeriggi senza cancellature o "ripensamenti". Le date di stesura/dettatura delle singole sezioni smentiscono queste affermazioni.

## Contenuti
I contenuti dell'opera si articolano sull'idea portante di rivendicazione e rivalutazione della figura del genio e dell'alienato: non sarebbe van Gogh il malato, ma la coscienza sociale che si giustificherebbe chiamandosi normale, sotto la tutela del sistema psichiatrico. Alla società, ancora, Artaud imputa la responsabilità del suicidio del pittore:
(Antonin Artaud)
Van Gogh, così come Poe, Baudelaire, Hölderlin, Coleridge e Nietzsche sono stati ridotti al silenzio, fatti appartenere alla categoria dei folli e degli emarginati, per impedire che rivelassero "verità pericolose", a detta di Artaud. In questo senso si sviluppa la riconsiderazione della figura dell'alienato, da parte dell'autore, come colui che ha preferito conservare l'idea superiore dell'amore dell'uomo pagando il prezzo di non poterla comunicare alla normalità. Ulteriore differenza tra genio e follia è espressa nel saggio a proposito della tradizionale assenza di produzione da parte del folle, che sperimenta l'impossibilità di espressione, contro la produzione assai prolifica dei suddetti autori.
La pittura di van Gogh è esaltata da Artaud, come fosse in grado di trasmutare gli oggetti più semplici della natura, dipinti "in piena convulsione", come mossi da una forza impressa dall'artista al supporto durante l'atto creativo. Anche in questo caso Artaud sottolinea la predominanza del potere d'azione dell'arte sulla perfezione formale, riprendendo tematiche tradizionali della sua poetica. La grandezza del pittore, poi, starebbe nella capacità di evocare all'interno della pittura, dei suoi strumenti, qualcosa che sconfina oltre l'opera, che oltrepassa la natura e tramite dei rinvii occulti, l'elemento non dipinto, apre una dimensione altra rispetto a quella del quadro. Questa capacità Artaud la nota in particolare nel quadro Campo di grano con volo di corvi, ma anche nell'Autoritratto, di cui nota l'estrema lucidità e profondità psicologica impressa nello sguardo del pittore. Un altro modo di Artaud per ribadire l'inezia del sistema psichiatrico.
(Antonin Artaud)
Altri quadri commentati sono Girasoli, La sedia di Vincent, Caffè di notte, Il giardino di Daubigny, Autoritratto. Nel testo sono riportate tre lettere del pittore al fratello Theo, due delle quali contengono le descrizioni di Caffè di notte e Giardino di Daubigny, mentre la prima, non datata, contiene la visione personale dell'artista a proposito del disegnare:
(V. van Gogh)
Tema ridondante è ancora quello del dualismo materia-spirito, che ritorna sia parlando della controversia estetica tra Gauguin e van Gogh, sia nell'aspra accusa alla società moderna. L'obiettivo da realizzare, secondo la poetica di Artaud, in accordo con la visione pittorica ed artistica di van Gogh, è quello di saper scovare il mito nelle cose semplici della realtà, nella sua quotidianità, senza idealizzarle né trasfigurarle in maniera da oltrepassarla e cadere nella "surrealtà". È merito del genio del pittore saper interpretare il reale e imprimervi delle forze "forsennanti", capaci di risvegliare quelle originarie della natura e dell'uomo. Il problema, secondo l'autore, è che questa capacità non è riscontrabile nell'umanità media, nella società "assolta, consacrata, santificata e invasata" che dimentica di vivere, respirare a pieno la vita e le sue forze originarie, preferendo a questo la normale esistenza.